# Kalhu
Kalhu (urukalḫu, kál/kal-ḫa, ka-làḫ, héberül: klḥ, arabul: Tell/Tulūl ʿAzar) Asszíria második fővárosa volt a mai Irak területén Moszul városától 30 km-re délkeleti irányban, a Tigris folyó bal partján. A várost az arabok a mitikus hős vadász, Nimród király után Nimrudra nevezték át. Bibliai neve Kalah volt. Xenophón Anabaszisz című művében Larissza néven említette.

## Története
Kalhu az írott forrásokban először az i. e. 13. században jelent meg. Valószínűleg 
I. Sulmánu-asarídu (ur. i. e.1273-44) asszír király fejlesztette a települést jelentős várossá. I.e. 880-ban II. Assur-nászir-apli (ur. i. e. 883-859) király ide helyezte át a székhelyét, s a város i. e. 707-ig az Asszír Birodalom fővárosa maradt. A királyi palotát i. e. 879-ben hatalmas ünnepi lakomával adják át. Az ünnepségek tíz napig tartanak és nem kevesebb, mint 70000 vendég vesz rajtuk részt, köztük 5000 külföldi méltóság. Az új főváros környékét, miután II. Assur-nászir-apli a vízellátásra csatornát ásatott, hadifoglyokkal telepítették be, akiket az Eufrátesz mellől hurcoltak el. A város védelmi rendszerét közel 8 km hosszú, vályogtéglából készített városfal alkotta.
A város nyugati sarkában citadella épült, melynek északnyugati sarkában emelkedett a zikkurat és a királyi palota együttes. Az utóbbi három részből állt, a közigazgatási központból, egy reprezentatív szárnyból a fogadócsarnokkal és trónteremmel, és a privát helyiségekből, mint a királyi hálótermek, a hárem, tárolóhelyiségek és mosdóhelyiségek. Az északnyugati palotát a birodalmi ideológiát jól tükröző palotadomborművek tették híressé. A citadella középső részén állt III. Sulmánu-asarídu (ur. i. e. 854-824) palotája, amelynek két kapuőrző bikaszobra megmaradt. A város délkeleti részét az arzenál hatalmas épületegyüttese foglalta el. A város fallal körülzárt területe 30 hektár volt, s fővárossá nyilvánítása idején lakosainak száma elérte a 100 000 főt.
I. e. 706-ban II. Sarrukín Dúr-Sarrukínba helyezte a székhelyet, de Kalhu továbbra is jelentős város maradt, míg i. e. 612-ben a médek el nem pusztították.

## Régészeti ásatások

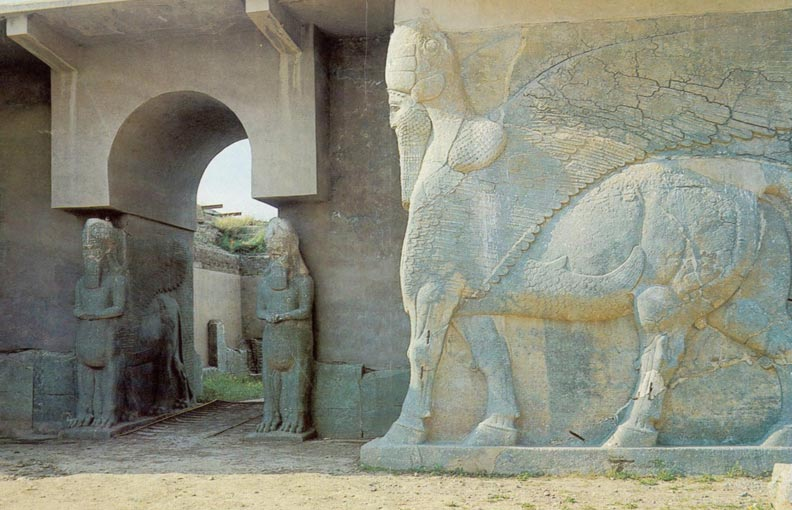
II.Assur-nászir-apli ÉNY-i palotájának bejárata

A lelőhelyet Austen Henry Layard fedezte fel az 1845 és 1851 között vezetett ásatások során, aki még úgy vélte, hogy Ninive romjaira akadt. Az épületek romjai közül nagy mennyiségű faragott elefántcsont bútordísz is előkerült. Az iraki régészek az északnyugati palota négy termének padlója alatt négy királynő sírját tárták fel. II. Assur-nászir-apli feleségének és másik három királynénak érintetlen sírjaiban közel 53 kg összsúlyú arany ékszert és dísztárgyat találtak. A kalhui palotában 2001-ig 12 sírt tártak fel (49, 57, 64b, 69, 71, 75, FF, DD, HH és MM jelű szobák, a 75. számúban három darab), mindegyik a keleti lakószárny egy-egy szobája alatt helyezkedik el.
A palota sírjait i. e. 612-ben nem fosztották ki, ahogyan az egész várost. Ebből az a következtetés vonható le, hogy a királynék sírjait egészen addig tiszteletben tartották és nem bolygatták meg, sőt talán a kispum áldozatokat is bemutatták nekik. A médek inváziója alkalmával a támadók feltehetőleg nem gondoltak a lakószobák alatti sírok lehetőségére, nem keresték azokat, majd a palota lerombolásával a sírok is védelmet kaptak a romok alatt.
A feltárt maradványok 2016-ra teljesen elpusztultak, ugyanis a területet megszállva tartó ún. Iszlám Állam nevű terrorszervezet aláaknázta és felrobbantotta valamennyi megmaradt részét és szobrait.